# Чисельність популяції

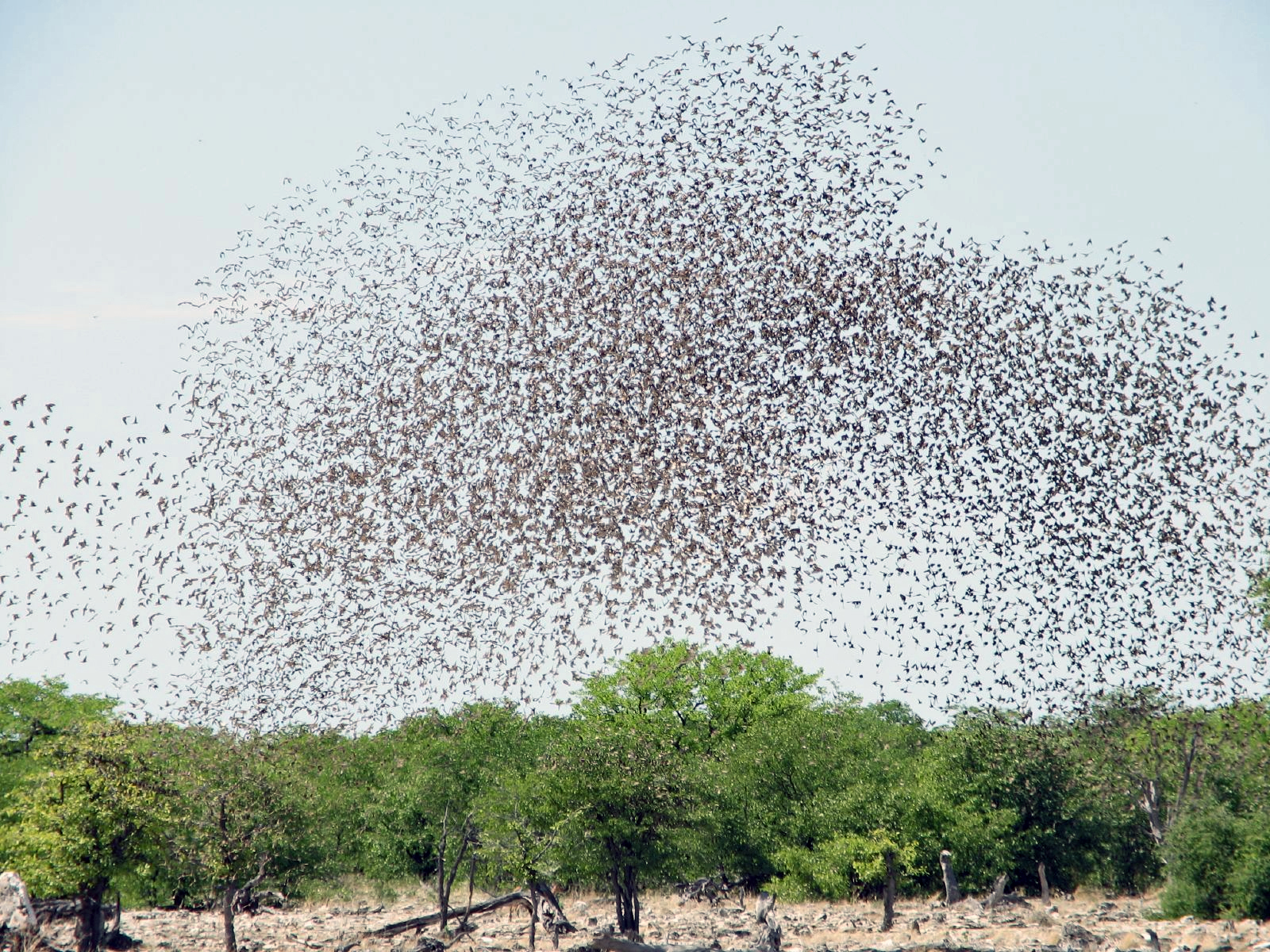
Ткачик Quelea quelea є одним з найпоширеніших видів птахів у світі з популяцією близько 1,5 млрд осіб

Чисельність — одна з ключових характеристик популяцій, їхня емерджентна властивість, показник рясноти популяції певного виду організмів (або групи видів) у певному оселищі, угрупованні, біотопі або екосистемі.

## Поняття "чисельність"

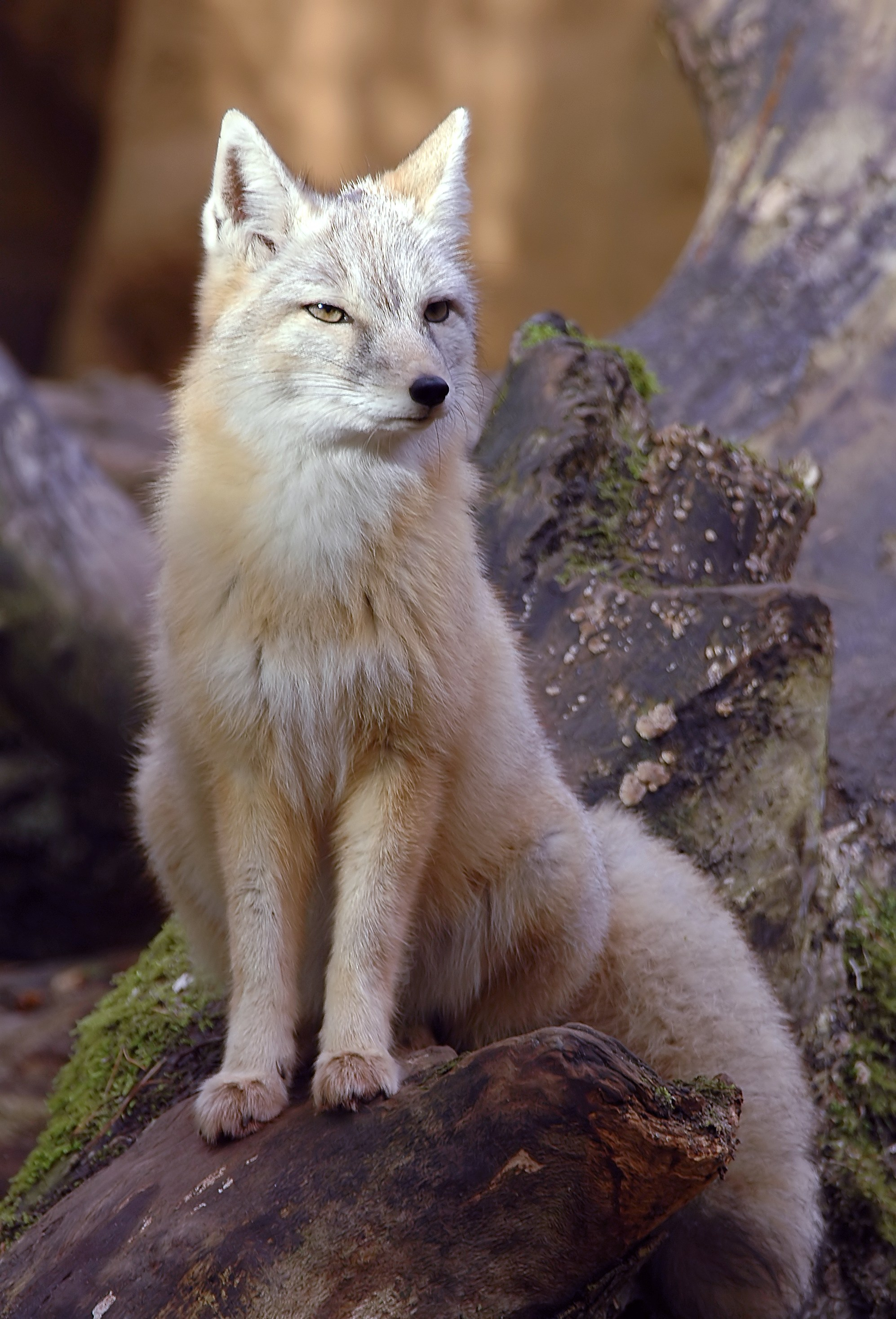
Корсак, або лис степовий (Vulpes corsac) — один з найрідкісніших видів хижих ссавців фауни України

Поняття "чисельність" поширюється тільки на види, що представлені унітарними організмами і не поширюється на модулярні організми.
Існує дві основні оцінки чисельності популяцій: 
- абсолютна (наприклад, кількість особин або колоній на одиницю площі або об'єму),
- відносна (наприклад, частота зустрічей певного виду за певну кількість обліків).

## Оцінки відносної чисельності
При моніторингу популяцій, як правило, дослідники оцінюють відносну чисельність. Такі оцінки можуть бути дуже різними і залежать від особливостей виду, що досліджується, типу обліків і обсягу зусиль дослідників. 
Варіанти:
- частка зустрічей особин певного виду серед усіх видів організмів відповідної облікової групи (наприклад, % особин мишівки південної серед облікованих пастками гризунів; частка реєстрацій солов'я східного серед усіх облікованих співочих птахів):
- частка реєстрацій певного виду (або групи видів) у перерахунку на 100 пасток (або ловчих канавок, або площадок обліку тощо) (наприклад, кількість мишей хатніх на 100 пастко-діб*);
- кількість реєстрацій певного виду (або певної групи) тварин на 10 км маршруту (маршрутний облік звичайно використовують для видів, які легко реєструвати дистанційно або за ознаками або слідами життєдіяльності - звуками, пориями, відбитками лап тощо);
- та інші.

Оцінки відносної чисельності важливі не тільки при веденні моніторингу, але й при порівняннях різних типів оселищ, оцінках ролі різних біотопів у підтриманні життєздатності популяцій того чи іншого виду.

## Бальні оцінки чисельності
Одна з поширених схем опису рясноти видів, яку часто використовують у переліках біорізноманіття (наприклад, у статті «Іхтіофауна острова Зміїний»). Прикладами є таблиці зі списками видів, в яких біля назви кожного виду ставлять бал рясноти — цифрою або зірочками. Найпоширенішими балами рясноти є наступні три:
- «1» (або «+») — чисельність мала, категорія «рідкісний»
- «2» (або «++») — чисельність середня, категорія «звичайний»
- «3» (або «+++») — чисельність висока, категорія «численний»[1].

Нерідко замість балів рясноти використовують акроніми категорій рясноти. Приклади: «РР» — дуже рідкісний, «Р» — рідкісний, «Зв» — звичайний, «Ч» — численний, «ВЧ» — високо численний.
Такі схеми є дуже неточними, проте важливими, оскільки індексовані списки вже можуть бути об'єктом коректних порівнянь: популяції в різних  оселищах або угруповання різних біотопів можуть відрізнятися не так фактом присутності видів, як їхньою відносною чисельністю.
Бальні оцінки завжди відповідають рясноті, представленій у логарифмічній шкалі. Для коректних порівнянь рекомендується використовувати не 3-бальну, а принаймні 5-бальну шкалу, наведену нижче (в дужках — частка у сукупній вибірці, за).
1. випадковий (0..1 %) (= дуже рідкісний)
2. рідкісний (1…3 %)
3. нечисленний (3…10 %)
4. звичайний (10…30 %)
5. численний (30…100 %)

Логарифмічна шкала. Випадкове число на координаті x у близько 30 % випадків матиме першу цифру «1» (найширший проміжок кожного степеня десяти).

В англомовному середовищі найвідомішою є шкала ACFOR, назва якої сформована як акронім з категорій чисельності:
- A — «Abundant» (численний, рясний),
- C — «Common» (звичайний),
- F — «Frequent» (частий),
- O — «Occasional» (випадковий),
- R — «Rare» (рідкісний).

## Поняття, пов'язані з чисельністю тварин
- категорія раритетності, Червона книга України
- види-шкідники, спалахи чисельності, пошесті